# Госпа од Шкрпјела
Госпа од Шкрпјела, острво испред Пераста је вештачко острво направљено крајем 15. века где су, барем по предању, браћа Моршићи на хриди у Рисанском заливу, 22. јула пронашли слику Госпе, па су Пераштани 1452. године одлучили да на том месту саграде римокатолички храм Богородици. Око хриди је набацано камење и подигнута је мала капела. Потом су, у Фашинади, традиционалном обичају, они вековима насипали камење, потапали оронуле барке и турске бродове, тако да се временом површина острва све више ширила. Оно данас има око три хиљаде квадратних метара и на њему се налази црква Госпе од Шкрпјела.
Данашња црква Госпе од Шкрпјела, по којој је острво добило име, изграђена је 1630. године од стране Венецијанаца и један је од најбитнијих историјско културних споменика Бока Которске. Представља културни центар Бокеља. Најинтензивнији радови на цркви извођени су од 1720. до 1725. године, када је по нацрту тада познатог Илије Катичића направљен осмострани презбистериј са куполом и округли звоник са хоризонталним венцима и пушкарницама. У градњи су учествовали и Петар Дубровчанин и Вук Кандиот. На прочељу цркве је портал са фронтоном и малим кипом Госпе и Христа веома архаичног изгледа. По наруџбини перашке општине Антонио Капелано, склуптор из Ђенове, је 1796. године направио мермерни олтар на коме се налази чувена икона Госпа од Шкрпјела, дело Ловра Добричевића, уметника с краја 15. вијека. Представник венецијанске сликарске школе, Бокељ, Трипо Кокоља је по наруџбини Пераштанина Андрије Змајевића осликао унутрашњост цркве. На зидовима и таваници налази се шездесет и осам његових слика на платну. У нижим деловима су насликане сцене из старог завета, а на самом врху и горњим зонама зидова су сцене из живота Богородице. На таваници, у централном делу је велика слика Узнесење Богородице. На таваници се налази још четрдесетак слика између којих пролази позлаћено тордирано уже – симбол поморства. На бочним зидовима цркве је мноштво рељефних сребрних плочица на којима су бродове бокељских помораца. Поморци би, пре свог одласка на море остављали рељефне плочице, јер су веровали да ће их тако, током пута, штитити Госпа од Шкрпјела. У цркви постоји и неколико археолошких збирки, слика, рукотворина, предмета из свакидашњег живота, које су верници остављали као захвалнице за испуњење молитви упућених Госпа од Шкрпјела - заштитници бокељских морепловаца. Преко пута цркве налази се мала камена зграда, у којој се налази просторија која се назива Помирбена дворана. Она вековима служи да се у њој мире завађене стране, пријатељи, породице, православци и католици, без разлике. У њој су спречене многе крвне освете, јер је онај који пристане на разговор у њој, због светости места се унапред одрицао насиља и увреда, тако да су у нормалном разговору многе ситуације решаване на миран начин.

## Фашинада
Према древном обичају, барке окићене зеленилом и напуњене камењем испловљавају са источне стране Пераста, па дуж обале према западној страни града и онда крећу према острву. У баркама на весла налазе се само одрасли мушкарци, јер су стари Пераштани, према традицији, чували младе синове од напада Турака. У првој барци, налазили се свештеник, градоначелник и почасни грађани Пераста, као и певачи који су певали старе перашке песме - бугарштице. Фашинада се завршава традиционалним бацањем камења око острвцета. Фашинада се одржава сваке године 22. јула.
У цркви Госпе од Шкрпјела налази се гоблен који је од 1803. до 1828. везла Јацинита Кунић, чекајући мужа поморца и користећи за поједине делове власи сопствене косе.